# Йонхап
Йонхап (кор. 연합뉴스, англ. Yonhap News) — найбільше південнокорейське інформаційне агентство. Це фінансована компанія, що базується в Сеулі, Південна Корея. Yonhap надає новинні статті, фотографії та іншу інформацію для газет, телеканалів і інших засобів масової інформації (ЗМІ) в Південній Кореї.

## Історія
Йонхап було створено 19 грудня 1980 роки шляхом злиття інформаційного агентства «Hapdong» і «Орієнт Прес». Підтримує угоду з 78 інформаційними агентствами світу. Також у 2002 році уклало угоду про обмін з Центральним телеграфним агентством КНДР (ЦТАК).
Йонхап — єдине корейське інформаційне агентство, яке працює з закордонними партнерами, а також надає обмежену, але розташовану у вільному доступі, добірку новин на своєму сайті на корейський, англійський, китайський, японський, іспанський, арабський та французький мовами.
Йонхап було головним агентством Літніх Олімпійських ігор 1988 року, і було двічі обрано радою Організації Азіатсько-Тихоокеанського регіону інформаційних агентств. Йонхап — найбільше агентство в країні, має понад 60 кореспондентів за кордоном і 580 журналістів по всій країні. Його найбільшим акціонером є Корейська комісія інформаційних агентств.
У 2003 році уряд Республіки Корея прийняв закон, що дає фінансову і методичну допомогу агентству, для посилення персоналу і надання обладнання. У законодавстві також відводиться роль «просування іміджу країни» для міжнародної аудиторії.
Йонхап є одним з небагатьох корейських інформаційних агентств, в якому ведеться рубрика, що спеціалізується на Північній Кореї. У 1998 році агентство придбало у Національної служби розвідки РК сервіс, який здійснює моніторинг інформаційних служб КНДР, що допомогло значно поліпшити репортажі про свого північного сусіда.

## Діяльність
Yonhap підтримує різні угоди з 90 некорейськими новинними агенціями, а також має угоду про обмін послугами з агентством Центрального інформаційного агентства Північної Кореї (KCNA), підписаному у 2002 році. Це єдина корейська служба проводів, яка працює з іноземними новинними агенціями і забезпечує обмежений, але вільно доступний вибір новин на своєму вебсайті в корейській, англійській, китайській, японській, іспанській, арабській та французькій мові.
Йонхап був приймальним інформаційним агентством Сеула Літньої Олімпіади в Сеулі 1988 року і був обраний двічі до Ради організації Азійсько-тихоокеанських агентств (OANA).
Йонхап — єдине інформаційне агентство Південної Кореї, достатньо велике, щоб мати близько 60 кореспондентів за кордоном та 600 репортерів по всій країні. Найбільшим його акціонером є Комісія з питань інформаційних агентств Кореї (KONAC).
У 2003 році уряд Південної Кореї прийняв закон, що надає фінансову та систематичну допомогу агентству, посилити персонал та забезпечити обладнання. У законодавстві також було надано роль «сприяння іміджу країни» міжнародній аудиторії. Глава агентства Yonhap, як правило, пов'язана з урядом, що критики стверджують, що шкодить свободі преси та впливає на збору новин. Однак це урядова приналежність, а не закони про пресу (які підтримують свободу преси), яка, як кажуть, є причиною будь-яких обмежень, хоча агентство критикує уряд.